# Low Island (Südliche Shetlandinseln)
Low Island (in Argentinien Isla Baja, deutsch etwa „niedrige Insel“; in Chile Isla Low, alte Namen sind Jameson Island und Jamesons Island) ist die südlichste Insel im Archipel der Südlichen Shetlandinseln. Den Namen erhielt die Insel von Robbenjägern wegen des Fehlens nennenswerter Erhebungen.

## Geographie
Low Island liegt im Südwesten der Südlichen Shetlandinseln, 22,5 km südöstlich von Smith Island sowie rund 90 km vor dem antarktischen Kontinent. Die Insel hat eine Länge von 16 km, einen Umfang von knapp 64 km und weist eine Fläche von 181,2 km² auf. Die flache Insel ist nahezu vollständig von einer Eiskappe bedeckt.

## Sonstiges
Die Pisagua war eine stählerne Viermastbark der Reederei F. Laeisz und gehörte bis 1912 zu den Flying-P-Linern. Im Juni 1912 wurde die Bark an die norwegische Reederei A/S Örnen in Sandefjord verkauft und zum Walfänger umgebaut. Am 12. Februar 1913 strandete die Pisagua auf der Reise in ihre Fanggründe vor Low Island.